# NGC 6438A
NGC 6438A is een ringvormig sterrenstelsel in het sterrenbeeld Octant. Het hemelobject werd op 2 juni 1835 ontdekt door de Britse astronoom John Herschel.

## Synoniemen
- ESO 10-2
- AM 1806-852
- IRAS 18061-8525
- PGC 61793